# Китайско-эритрейские отношения
Китайско-эритрейские отношения — двусторонние дипломатические отношения между Китаем и Эритреей. Государства являются полноправными членами Организации Объединённых Наций (ООН). Эритрея обрела независимость от Эфиопии в 1993 году. По состоянию на 2007 год китайско-эритрейские отношения демонстрировали «плавный рост».

## История
Китай поддерживал движение за независимость Эритреи сначала через Фронт освобождения Эритреи, а затем через Народный фронт освобождения Эритреи. Начиная с 1967 года действующий президент Эритреи Исайяс Афеворки проходил военную подготовку в Китае.

## Права человека
В июне 2020 года Эритрея стала одной из 53 стран, поддержавших Закон о защите национальной безопасности в Гонконге в Организации Объединённых Наций.

## Торговля
В 1994 году Эритрея заняла 3 миллиона долларов США на покупку китайской сельскохозяйственной техники. В 2001 году Китай аннулировал долг Эритреи, предоставив этой стране грант на такую же сумму. Китай профинансировал ряд проектов развития, в том числе строительство больницы на 200 коек в Асмэре. В апреле 2006 года Китай предоставил Эритрее ссуду в размере 23 миллионов долларов США на улучшение инфраструктуры связи. В январе 2007 года Китай и Эритрея подписали экономические соглашения, которые включали отмену тарифов на эритрейские товары, импортируемые в Китай, частичное списание долга Эритреи и расширение технической помощи этой стране, особенно в секторе здравоохранения.

## Визиты на высоком уровне
В 2001 году заместитель министра внешней торговли и экономического сотрудничества Китая Чжоу Керен посетил Эритрею с трёхдневным визитом. В начале 2007 года министр иностранных дел Китая Ли Чжаосин посетил страну в рамках турне по Африке.